# Ахмет Їлмаз Чалик
Ахмет Їлмаз Чалик (тур. Ahmet Yılmaz Çalık, 26 лютого 1994, Анкара — 11 січня 2022, Анкара) — турецький футболіст, центральний захисник. Виступав зокрема за «Галатасарай» та збірну Туреччини, у складі якої був учасником чемпіонату Європи 2016 року.

## Клубна кар'єра
У дорослому футболі дебютував 2013 року виступами за команду клубу «Генчлербірлігі». 5 травня 2012 року в матчі Кубка Туреччини проти «Газіантепспора» він дебютував за основну команду. 21 квітня 2013 року в матчі проти «Фенербахче» Ахмет дебютував у турецькій Суперлізі. 19 жовтня в поєдинку проти «Касимпаші» він забив свій перший гол за клуб. Попри юний вік вже з сезону 2013/14 19-річний на той час гравець став одним з основних захисників столичної команди, провівши у рідній команді понад 100 ігор у чемпіонаті і з сезону 2015/16 років був капітаном.

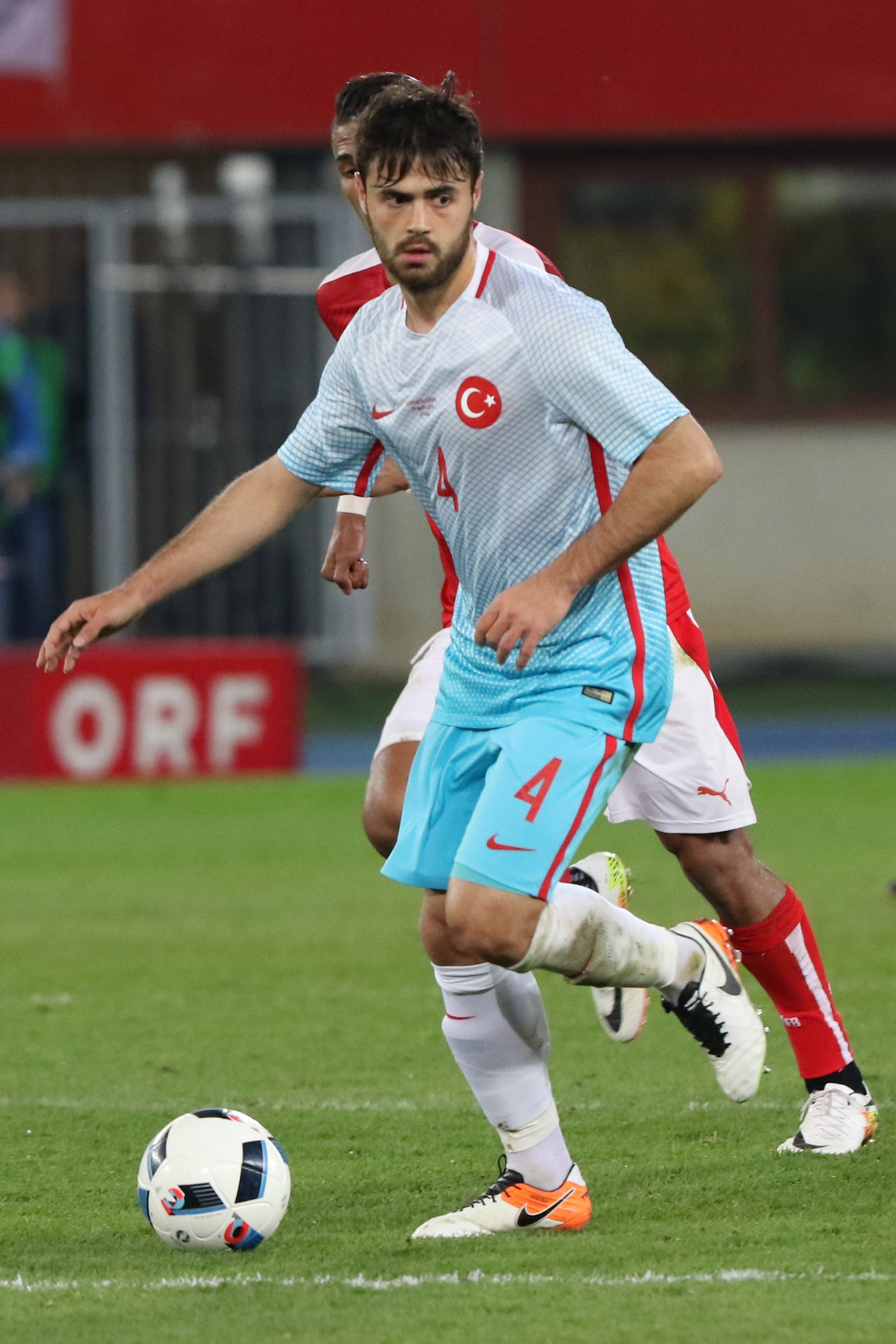
Ахмет Чалик під час виступів за збірну Туреччини. 2016 рік.

На початку 2017 року Чалик перейшов до «Галатасарая». 14 січня в матчі проти «Коньяспора» він дебютував за новий клуб. 1 травня в поєдинку проти «Бурсаспора» Ахмет забив свій єдиний гол за «Галатасарай». З командою Ахмет виграв двічі чемпіонат Туреччини, а також по одному разу кубок та суперкубок країни, втім основним гравцем стати так і не зміг, тому розірвав контракт з «Галатасараєм» у жовтні 2020 року, заплативши клубу компенсацію 1,1 мільйона турецьких лір.
4 жовтня 2020 року підписав 2-річний контракт з «Коньяспором», за який грав до своєї загибелі, зіграв 51 гру в усіх турнірах, забив 1 гол і віддав 1 результативну передачу.

## Виступи за збірні
2010 року дебютував у складі юнацької збірної Туреччини в команді 16-річних і надалі виступав за усі інші вікові групи. З командою до 19 років був учасником юнацького чемпіонату Європи 2013 року у Литві, де зіграв у всіх трьох іграх, але турки не змогли вийти з групи. У тому ж році у складі збірної до 20 років брав участь у домашньому Молодіжному чемпіонаті світу, де також зіграв у трьох іграх, а його команда вилетіла на стадії 1/8 фіналу. Загалом за юнацькі збірні різних вікових категорій взяв участь у 56 іграх, відзначившись 5 забитими голами.
З 2013 по 2015 рік залучався до складу молодіжної збірної Туреччини. На молодіжному рівні зіграв у 12 офіційних матчах.
17 листопада 2015 року дебютував в офіційних іграх у складі національної збірної Туреччини в товариському матчі зі збірною Греції (0:0). У травні 2016 року був включений до заявки національної команди для участі у фінальній частині чемпіонату Європи у Франції. На турнірі він був запасним та на полі не виходив.
27 березня 2017 року у товариській грі Молдовою (3:1) він забив свій перший гол за національну збірну, але цей матч став останнім восьмим для Чалика у футболці збірної.

## Титули і досягнення
- Чемпіон Туреччини (2):

«Галатасарай»: 2017/18, 2018/19
- Володар Кубка Туреччини (1):

«Галатасарай»: 2018/19
- Володар Суперкубка Туреччини (1):

«Галатасарай»: 2019

## Статистика виступів

### Статистика виступів за збірну
| Дата       | Місто     | Господарі | Результат | Гості      | Турнір            | Голи | Примітки |
| ---------- | --------- | --------- | --------- | ---------- | ----------------- | ---- | -------- |
| 17-11-2015 | Стамбул   | Туреччина | 0 – 0     | Греція     | товариський матч  | -    |          |
| 24-3-2016  | Анталія   | Туреччина | 2 – 1     | Швеція     | товариський матч  | -    | 38'      |
| 29-3-2016  | Відень    | Австрія   | 1 – 2     | Туреччина  | товариський матч  | -    |          |
| 29-5-2016  | Анталія   | Туреччина | 1 – 0     | Чорногорія | товариський матч  | -    |          |
| 31-8-2016  | Анталія   | Туреччина | 0 – 0     | Росія      | товариський матч  | -    | 67'      |
| 5-9-2016   | Загреб    | Хорватія  | 1 – 1     | Туреччина  | Відбір до ЧС 2018 | -    | 54'      |
| 12-11-2016 | Анталія   | Туреччина | 2 – 0     | Косово     | Відбір до ЧС 2018 | -    |          |
| 27-3-2017  | Ескішехір | Туреччина | 3 – 1     | Молдова    | товариський матч  | 1    |          |
| Усього     |           | Матчів    | 8         |            | Голів             | 1    |          |

## Загибель
Загинув унаслідок дорожньо-транспортної пригоди на трасі Анкара — Нігде 11 січня 2022 року близько 9 ранку. 27-річний футболіст не впорався з керуванням та його машина вилетіла з траси. Того ж дня його поховали на кладовищі Ельмадаг в Анкарі.